# Oeuban
Oeuban is een bestuurslaag in het regentschap Timor Tengah Selatan van de provincie Oost-Nusa Tenggara, Indonesië. Oeuban telt 1419 inwoners (volkstelling 2010).